# Traceroute
traceroute（トレース ルート）は、IPネットワークにおいてノードまでの経路情報を取得するツールである。
インターネット上で、2つのノード（パソコンやサーバなど）が通信する場合、それらの間には0個以上のルータが存在する。tracerouteを利用することで、それを実行したノードから指定したノードに到達するまでに、経由するルータのリストが得られる。
Windowsのtracertも同様のツールである。

## 原理
tracerouteはTTLを1ずつ増やしながらパケットを送信することで、経路情報を取得する。TTLとはパケットの生存期間を表し、ルータを1つ経由することに1ずつ減算される。ルータはTTLが2以上のパケットが届いた場合、TTLの値を1だけ小さくし次のルータへ転送する。TTLが1のパケットが届いた場合、届いたパケットを破棄してICMP time exceededパケットを送信者に返す。
tracerouteはまず、TTLを1にセットしたパケットを送信する。最初のルータに届いた時点でTTLがゼロになり、ICMP time exceededメッセージが戻ってくる。このメッセージの送信元アドレスを見れば、最初のルータのIPアドレスがわかる。次にTTLを2にセットして送信すると、今度は2番目のルータからICMP time exceededが戻ってくる。以降、TTLを3、4･･･と増やしていく事で、順にルータのIPアドレスを得る事ができる。
実際には、以上の作業を3回繰り返して行い、応答までに要した時間を表示する。経由しているルータが応答せずタイムアウトが発生した場合は、*マークを表示する。tracerouteで得られる経路情報は往路のみである。反対側からの経路も同じとは限らない。
tracerouteが送信するパケットは原理上は何でも構わないが、一般的なtracerouteの実装ではランダムなポート番号のUDPデータグラムが使用される。Windowsのtracertではpingと同じICMP Echo requestパケットを使用している。また、オプションスイッチによって使用するパケットを切り替えられる実装もある。
UDPを使用するtracerouteは、ポート番号が定まらないためパケットフィルタリングを行っているネットワークでは利用が難しい面があり、特にファイアウォールがある場合は問題になりやすい。また、最終的な宛先ノードにパケットが到達した際、ICMP Echo requestの場合は単にICMP Echo replyが返されるだけだが、UDPの場合は、たまたまそのポート番号が使われていた等で、期待した動作にならない事がある。
他方、ICMPを使用した実装は、ICMP Echo requestメッセージのTTL切れに対してICMP time exceededが発生する事を前提としている。RFC 1812ではICMPがクエリとエラーに分けられ、クエリに対するエラーの送信は禁止されてはいないが、RFC 792では単に「ICMPメッセージについてのICMPは送信しない」とされており、この記述には合致していない。現代ではほとんどの機器で動作するが、RFC 792だけを見て実装された機器では期待通りに動かない可能性もある。

## 実行例
tracerouteをUnix上で実行した結果を下記に示す。
$ traceroute ja.wikipedia.org

traceroute to ja.wikipedia.org (208.80.152.2), 30 hops max, 60 byte packets

 1  ntt.setup (192.168.1.1)  0.121 ms  0.134 ms  0.159 ms

 2  118.23.8.17 (118.23.8.17)  6.037 ms  6.577 ms  7.064 ms

 3  118.23.5.137 (118.23.5.137)  4.971 ms  5.388 ms  5.368 ms

 4  122.1.164.213 (122.1.164.213)  7.556 ms  9.341 ms  11.167 ms

 5  60.37.55.165 (60.37.55.165)  6.195 ms  6.151 ms  6.154 ms

 6  60.37.27.89 (60.37.27.89)  6.470 ms  5.355 ms  5.761 ms

 7  ae-5.r21.tokyjp01.jp.bb.gin.ntt.net (129.250.11.53)  5.790 ms  7.090 ms  6.670 ms

 8  as-2.r21.snjsca04.us.bb.gin.ntt.net (129.250.4.44)  114.218 ms  113.157 ms  113.279 ms

 9  equinixexchange.ir1.sanjose-ca.us.xo.net (206.223.116.85)  122.223 ms  122.167 ms  122.115 ms

10  vb2001.rar3.la-ca.us.xo.net (207.88.13.110)  125.873 ms  132.449 ms  125.843 ms

11  vb15.rar3.dallas-tx.us.xo.net (207.88.12.45)  149.345 ms  149.826 ms  149.540 ms

12  207.88.14.42.ptr.us.xo.net (207.88.14.42)  182.000 ms  182.215 ms  181.906 ms

13  w006.z207088246.xo.cnc.net (207.88.246.6)  187.915 ms  187.107 ms  187.082 ms

14  rr.pmtpa.wikimedia.org (208.80.152.2)  186.903 ms  186.520 ms  186.758 ms

## IPのレコード・ルートとの違い
tracerouteと似た目的のものに、pingプログラムのレコード・ルートオプションがある。これはtracerouteとは原理がまったく異なり、IPパケットのオプションであるレコード・ルート機能を活用したものである。パケットがルータを通過する際に、ルータ自身がパケットに自分のアドレスを書き込んでいく事で実現されている。
レコード・ルートにはいくつか欠点があり、それがtraceroute開発の動機となったといわれる。
- 記録用のフィールドが小さく、往復で9個のルータしか記録できない。
- そもそもIPの仕様においてオプションであり、ルータが対応していない事がある。
- ルータだけでなく、Echo replyを返すホストも対応している必要がある。

tracerouteが広まった現代では、レコード・ルートオプションを持たないping実装も多い。